# Rio Gudea
O Rio Gudea é um rio da Romênia, afluente do Mureş, localizado no distrito de Mureş.